# Compact Disc Jockey

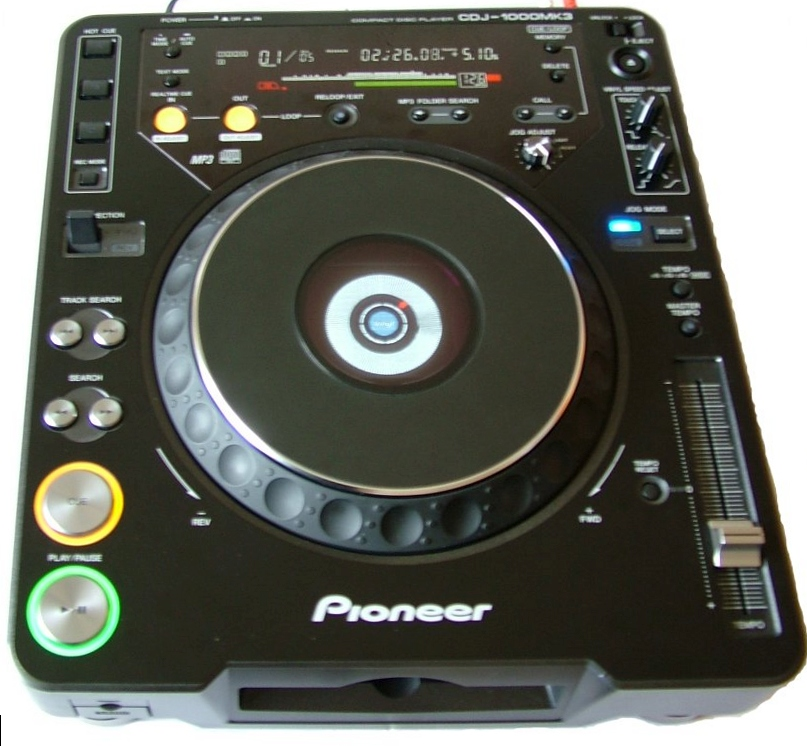
Pioneer CDJ-1000MK3

Um Compact Disc Jockey, ou CDJ, é um aparelho do tipo CD Player que possui recursos próprios para utilização por DJs na sua função de tocar músicas armazenadas em CD, DVD ou até Pen Drives.
Os recursos mais comuns nos atuais aparelhos desse tipo incluem botões especiais para alteração de pitch, de retorno da faixa, de marcação de ponto (efeito cue) e looping. Além disso, alguns desses equipamentos possuem um recurso - conhecido como Master Tempo - que permite controlar o timbre da música sendo tocada, mantendo o timbre da voz e dos instrumentos mesmo quando o ritmo da música é acelerado ou desacelerado.
Geralmente, os CDJs são usados aos pares, utilizados em conjunto com equipamentos de mixagem, permitindo que se realize a transição de uma música para outra de forma suave e imperceptível para o público.
Com a popularização dos CDJs, os antigos toca-discos vem sendo gradativamente aposentados. Porém, DJs de turntablism continuam em alta com suas performances em vinil.